# Chevrolet GPiX
O GPiX é um crossover compacto conceitual apresentado pela Chevrolet da edição de 2008 do Salão de São Paulo.